# Finanzmathematik
Die Finanzmathematik ist eine Disziplin der angewandten Mathematik, die sich mit Themen aus dem Bereich von Finanzdienstleistern, wie etwa Banken oder Versicherungen, beschäftigt. Im engeren Sinne wird mit Finanzmathematik meist die bekannteste Unterdisziplin, die Bewertungstheorie, bezeichnet, d. h. die Ermittlung theoretischer Barwerte von Finanzprodukten. Sowohl von der Art der betrachteten Geschäfte als auch der methodischen Grundlagen ist die Finanzmathematik von der Versicherungsmathematik zu unterscheiden. Letztere befasst sich mit der Bewertung von Versicherungsdienstleistungen.
Die Finanzmathematik fußt maßgeblich auf der Stochastik, wobei auch Ergebnisse aus der Funktionalanalysis, der Numerik und der Kombinatorik von Gebrauch sind. Insbesondere modelliert man Finanzinstrumente durch stochastische Prozesse und besonders relevant ist für die Bewertung (unter einem Martingalmaß) solcher die Theorie der (Semi-)Martingale. Man unterscheidet zwischen der Theorie in diskreter und in stetiger Zeit. Für die fortgeschrittene Finanzmathematik ist des Weiteren die Theorie der (stochastischen) partiellen Differentialgleichungen und das Malliavin-Kalkül relevant.
Die Finanzmathematik stellt die mathematische Grundlage zur Kapitalmarkttheorie.

## Geschichte
Als Geburtsstunde der modernen Finanzmathematik gilt das Jahr 1900, in dem der Franzose Louis Bachelier seine Dissertation Théorie de la spéculation veröffentlichte. Allerdings fand sie erst über 50 Jahre später Verbreitung, nachdem sie 1964 ins Englische übersetzt worden war. Viele der heute üblichen Techniken wurden hier zum ersten Mal beschrieben und zu Ehren Bacheliers trägt die internationale finanzmathematische Gesellschaft heute den Namen Bachelier Society.
In den 1950er Jahren wurde die moderne Portfoliotheorie durch Harry Markowitz begründet. Auf ihr beruhend wurden in der finanzmathematischen Forschung verschiedene Wege zur Lösung des Problems der Portfoliooptimierung entwickelt. Zur selben Zeit führten verschiedene Wirtschaftswissenschaftler wie Harry Roberts, Maurice Osborne, Paul Cootner, Benoît Mandelbrot oder Paul Samuelson stochastische Konzepte in der Kapitalmarkttheorie ein.
In den 1970er Jahren blühte die Forschung dank des Konzepts der Arbitragefreiheit auf. Stephen Ross entwickelte 1976 seine Arbitragepreistheorie. Drei Jahre später bewiesen John Michael Harrison und David Kreps den Fundamentalsatz der Arbitragepreistheorie, welcher die nun mathematisch fundierte risikoneutrale Bewertung von Finanzderivaten ermöglicht. Ein Jahr zuvor nutzte William Sharpe schon ein vereinfachtes Binomialmodell zur Veranschaulichung der Optionspreistheorie, das 1979 durch John C. Cox, Stephen Ross und Mark Rubinstein im nach ihnen benannten Modell ausgebaut wurde.
Das bekannteste Ergebnis der Finanzmathematik ist das 1973 aufgestellte Black-Scholes-Modell. Es entwickelte sich sehr schnell zum Standardmodell für die Bewertung von Optionen auf Aktien und wurde später unter dem Namen Black'76 auf weitere Basiswerte erweitert. Das Modell geht davon aus, dass die Wahrscheinlichkeitsverteilung von Aktien für einen Zeitpunkt in der Zukunft einer logarithmischen Normalverteilung entspricht, und legt den Schwankungen des Aktienkurses einen Wiener-Prozess zugrunde.

## Anwendungsgebiete
Bis heute hat sich das Gebiet der Finanzmathematik stark ausgeweitet. Dies betrifft sowohl die Zahl der Anlageklassen als auch die Zahl der Modelle. Zu den behandelten Anlageklassen gehören Aktien, Wechselkurse, Zinsen, Kreditausfallrisiken (die je nach Modell anders modelliert werden), aber auch Preise von Rohwaren (z. B. Erdöl, Getreide, Kaffee, Zucker), Strom oder wetterabhängige Kenngrößen (z. B. Anzahl der Sonnenstunden über einen gewissen Zeitraum an einer bestimmten Wetterstation). Es werden auch Portfolios verschiedener Anlageklassen (hybride Produkte) kombiniert. Zu den wichtigsten Modellen gehören Sprungprozesse (Jump Diffusion), stochastische und lokale Volatilitätsmodelle sowie die Gruppe der Zinsstrukturmodelle.

### Bewertung von Finanzderivaten
Ziel der Bewertungstheorie ist es, den Barwert eines Finanzprodukts zu ermitteln.
Derivative Finanzprodukte sind solche, deren Zahlungen von anderen Finanzprodukten, den Basiswerten (Underlyings), abhängen. Beispiele für nicht-derivative Finanzprodukte sind gehandelte Aktien und Anleihen. Beispiele für derivative Finanzprodukte sind Terminkontrakte und Optionen. Der Preis eines Finanzproduktes, welches in ausreichender Stückzahl (d. h. mit hinreichender Liquidität) gehandelt wird, bestimmt sich gewöhnlich über Angebot und Nachfrage. Wird ein Finanzprodukt nicht oder mit unzureichender Liquidität gehandelt und ist dieses Finanzprodukt ein derivatives Finanzprodukt, dessen Grundprodukte gehandelt werden, so ist die Bestimmung eines „fairen Wertes“ und damit eine Preisfindung mit finanzmathematischen Methoden möglich. Dabei kommt das Grundprinzip der Replikation zum Einsatz, welches ein mathematisches Modell der (gehandelten) Basiswerte benötigt.
Die derivativen Finanzprodukte werden nach Art der Optionalität und Basiswert unterschieden. Letztere werden historisch in die Anlageklassen Aktie (Equity), Zins (Interest Rate), Wechselkurs (Foreign Exchange, kurz FX) und Bonität (Credit) unterteilt. Entsprechend existiert für die jeweilige Anlageklasse eine umfangreiche Modellierungstheorie (z. B. Aktienmodelle und Zinsstrukturmodelle).

### Financial Engineering
Unter dem Anglizismus Financial Engineering wird das Entwickeln und Optimieren von numerischen Lösungsverfahren zu finanzmathematischen Problemen sowie ihre Implementierung verstanden.

### Portfoliooptimierung
Im Rahmen der Portfoliotheorie wird jene Handelsstrategie (auch Portfolio genannt) ermittelt, die das verfügbare Vermögen bestmöglich unter den verfügbaren Anlage verteilt, sodass der höchstmögliche Ertrag erreicht wird.

### Renten- & Zinsrechnung
Die Zinsrechnung ist das älteste Teilgebiet der Finanzmathematik. Sie wird in Form der Rentenrechnung in der modernen Forschung weitergeführt.

## Finanzmathematik im Berufsumfeld
Die Finanzmathematik wird aufgrund der benötigten Vorkenntnisse in der Stochastik und weiteren mathematischen Disziplinen an Universitäten oder Hochschulen gelehrt.
Die Finanzmathematik wird von allen Handelsteilnehmern auf den je nach Anlageklasse verschiedenen Handelsmärkten gebraucht. Großbanken und andere institutionelle Anleger betreiben Abteilung zur quantitativen Analyse. Auch im Rahmen der Ausbildung zum Aktuar werden finanzmathematische Konzepte gelehrt.

### Übersichtsartikel
- Wilhelm Lorey: Finanzmathematik. In: Jahresbericht der Deutschen Mathematiker-Vereinigung. Band 44, Verlag B. G. Teubner, Leipzig / Berlin 1934, S. 10–13 (uni-goettingen.de).
- Tim Johnson: What Is Financial Mathematics? In: The Best Writings On Mathematics 2010. Princeton University Press, Princeton 2011, S. 43–46.

### Lehrbücher
- Jutta Arrenberg: Finanzmathematik. 3. Auflage, De Gruyter, Oldenbourg 2015.
- Jürgen Kremer: Einführung in die diskrete Finanzmathematik. Springer, Berlin 2005, ISBN 3-540-25394-7.
- Volker Oppitz, Volker Nollau: Taschenbuch Wirtschaftlichkeitsrechnung. Carl Hanser Verlag, München 2003, ISBN 3-446-22463-7.
- Stefan Reitz: Mathematik der modernen Finanzwelt. Derivate, Portfoliomodelle und Ratingverfahren. Vieweg+Teubner Verlag, Wiesbaden 2011, ISBN 978-3-8348-0943-8.
- Paul Wilmott: Paul Wilmott on Quantitative Finance. John Wiley, Chichester 2000, ISBN 0-471-87438-8.